# سیلک‌وود، کوئینزلند
سیلک‌وود (به انگلیسی: Silkwood) یک شهرک در استرالیا است که در کوئینزلند واقع شده‌است.